# АФК Хавърфордуест Каунти
АФК Хавърфордуест Каунти (на английски: Haverfordwest County Association Football Club, Хавърфордуест Каунти Асоусиейшън Футбол Клъб; на уелски: Clwb Pêl-droed Sir Hwlffordd, Клуб Пеел-дройд Сир Хулфорд) е уелски футболен клуб, базиран в едноименния град Хавърфордуест. Играе мачовете си на стадион Бридж Мийдоу Стейдиъм. От сезон 2009 – 2010 г. резервният екип на отбора е изцяло в зелено.